# Кремар, Роман
Роман Кремар (укр. Роман Кремар, настоящее имя укр. Михайло Солодуха, 5 февраля 1886 Вербица, Королевство Галиции и Лодомерии, Австро-Венгрия — 13 января 1953 Эдмонтон, Альберта, Канада) — украинский общественно-политический деятель, журналист, издатель и писатель, проживший большую часть своей жизни в эмиграции в Канаде.

## Биография
Роман Кремар родился 5 февраля 1886 года в селе Вербица в Королевстве Галиции и Лодомерии, которая в то время была частью Австро-Венгрии. Его семья была довольно обеспеченной, а отец активно учувствовал в политической жизни. Учился на юридическом факультете Львовского университета, но в 1909 году был выгнан из-за политических взглядов.
После ухода из университета он эмигрировал в Канаду, где поселился в городе Эдмонтон. В 1910 году стал секретарём Федерации украинских социал-демократов в Канаде (ФУСД). В 1911 году из-за отличий в политических взглядах с редактором газеты «Робочий народ» он покинул ФУСД и основал Федерацию украинских социалистов. С 1911 по 1912 год был редактором газеты «Нова громада», но со временем изменил свои политические взгляды, отойдя от социализма. В январе 1913 года основал газету «Новини», в которой активно противостоял московской пропаганде. В январе 1914 года основал Украинскую народную организацию, которая вела активную политическую деятельность в западной Канаде. Безуспешно боролся за создание двуязычных школ, вторым языком обучения в которых должен был стать украинский. В 1915 году участвовал в выборах в Законодательное собрание Альберты от округа Уитфорд от прогрессивно-консервативной партии Альберты, но занял второе место, набрав 40,98 % голосов, и проиграв Андрею Шандро.
Во время Первой мировой войны в 1917 году вступил в канадскую армию и добился образования «Украинского легиона». Однако из-за доносов, что Кремар является шпионом Австро-Венгрии, легион отправили в Европу, а его самого уволили со службы.
В это же время Кремар радикально сменил свои политические взгляды в сторону консерватизма и стал резко писать в сторону украинофилов Альберты в своих статьях в «Новинах». В 1918 году он переехал в Виннипег, где стал редактором газеты «Канадійський русин», которую позже переименовал в «Канадійський українець». Он также сменил вероисповедание на католичество, а позже стал советником украинского католического епископа Никиты (Будка).
После Второй мировой войны Кремар написал англоязычное произведение «Поза межами добра і зла», но не успел опубликовать его.
Роман Кремар умер в Эдмонтоне 13 января 1953 года и похоронен на военном кладбище.